# 胡宗洙
胡宗洙，湖廣京山人，是一名明朝政治人物。举人出身。

## 生平
胡宗洙曾于万历二十年(1592年)接替周保任延平府知府一职，万历二十一年(1593年)由闻金和接任。